# Literatura de Quebec

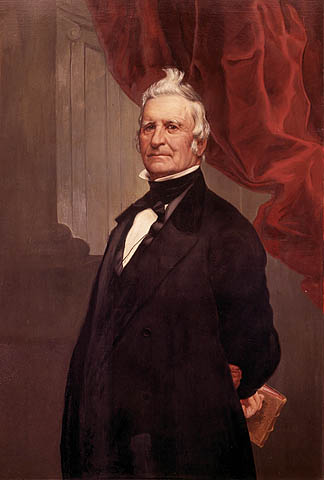
Retrato al óleo de Louis-Joseph Papineau

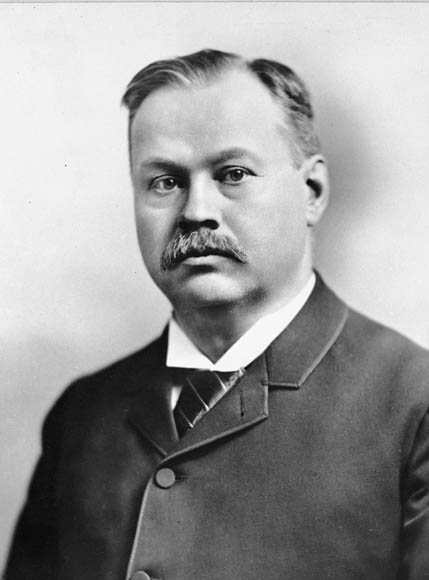
Louis-Honoré Fréchette

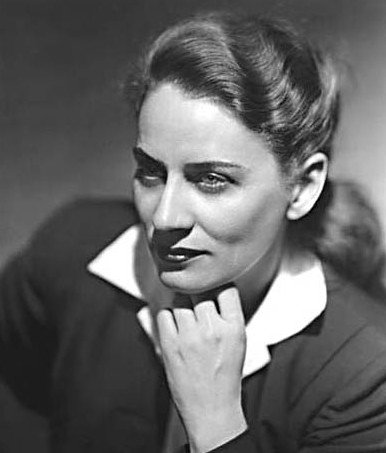
Gabrielle Roy

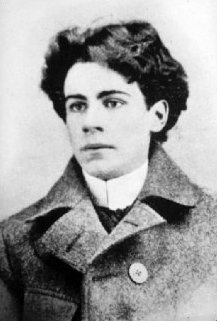
Émile Nelligan.

La literatura en Quebec, provincia de Canadá, se produjo prioritariamente en la lengua que allí llevaron los colonos, un particular dialecto del francés, el quebequés.

## SiglosXVIyXVII
Durante este periodo, la sociedad de la Nueva Francia se construía con gran dificultad. Los mercantes franceses contratados para transportar a colonos no respetaban su compromiso y los franceses, junto con sus aliados indios, terminaron por declarar la guerra a los colonos ingleses y a los indios iroqueses (que se habían aliado a ellos hasta que rompieron ese compromiso en 1701 firmando la Gran Paz de Montreal). Es más, junto a estas dificultades se había prohibido oficialmente la impresión de prensa hasta la conquista británica en 1763. La población francófona era muy escasa. Solo una cincuentena de textos se redactó entre 1534 y 1763, la gran mayoría de mera finalidad práctica.
Pese a todo algunas obras notables se produjeron durante los primeros años de colonización y pasaron de generación en generación hasta hoy. The Voyage, de Jacques Cartier, el Muses de la Nouvelle-France de Marc Lescarbot y los Voyages de Samuel de Champlain consignan la exploración de Norteamérica y la fundación de la Nueva Francia.
Las Relations des jésuites, Le Grand voyage au pays des Hurons de Gabriel Sagard y los Écrits de Marguerite Bourgeois fueron escritos por los fundadores de Nueva Francia con el propósito de convertir a los salvajes al cristianismo.
Muchas canciones y poemas se transmitieron oralmente desde los primeros colonos franceses; por ejemplo, la popular balada francesa À la claire fontaine, adaptada por los voyageurs. Hoy existe una conocida versión en Quebec.
La primera canción patriótica de Quebec (hasta entonces conocida como Canada) fue escrita por un soldado, François Mariauchau d'Esgly: C'est le Général de Flip. Habla de la resistencia de los franceses en Quebec al sitio del general William Phips en 1690.
Canadá y la Nueva Francia en general cautivaron a muchos escritores franceses, en especial al renacentista François Rabelais, quien se refirió a Cartier y a Roberval en su Pantagruel.

## sigloXVIII
Hasta 1760, los temas de la naturaleza, las exploraciones y los salvajes, continuaron marcando la imaginación de los colonos de Nueva Francia. Moeurs des sauvages américains de Joseph Lafiteau, la Histoire de l'Amérique septentrionale de Bacqueville de la Potherie y la Histoire et description générale de la Nouvelle-France señalan la continuidad con los escritos del siglo precedente.
El primer uso del término canadiense para identificar a descendientes de los colonos en Canadá se constata en una canción compuesta en 1756 en honor del gobernador Vaudreuil ante la victoria militar de Fort Chouaguen. En 1758, Étienne Marchand escribió la famosa canción Le carillon de la Nouvelle-France, donde se narra la historia de la victoriosa batalla de Fort Carillon.
El primer poema escrito por un canadiense contra quien se refiere a Canadá como parte de Gran Bretaña es Quand Georges trois pris l'Canada, escrito por un anónimo en 1763.
El periódico Quebec Gazette fue fundado en la ciudad de Quebec William Brown el 21 de junio de 1764. Era bilingüe en inglés y francés, y con los años logró sobrevivir hasta convertirse en el periódico más antiguo publicado aún en Norteamérica.
Las tendencias literarias de Europa y del resto de América se fueron introduciendo lentamente en las ciudades, principalmente en las de Quebec y Montreal. Se trataba de escritos ilustrados producidos en una época en la que la Revolución estadounidense y la francesa dominaban la literatura disponible.
Valentin Jautard y Fleury Mesplet publicaron el primer diario de Quebec, la Gazette du commerce et littéraire, en 1778-79. Jautard era un discípulo de Voltaire y simpatizaba con la causa americana; publicaron muchos poemas bajo distintos pseudónimos.
Algunas figuras notables de la época fueron Joseph-Octave Plessis, Ross Cuthbert, Joseph Quesnel y Pierre de Sales Laterrière.
En Francia, Voltaire escribió L'Ingénu, historia de un indio hurón que visita Francia; también un noble, el escritor francés del romanticismo Chateaubriand, que estaba exiliado en América, escribió Atala y René.

## sigloXIX
El gobernador lord Durham, enviado por Gran Bretaña para averiguar las causas de la llamada Rebelión del Bajo Canadá (1837-1838), escribió en su informe que el pueblo francocanadiense "carecía de historia y de literatura" y en consecuencia debía ser asimilado. El primer paso en esta asimilación tenía que ser la reagrupación de las dos cámaras legislativas en una sola asamblea; otros, detener la inmigración francófona y promover el mestizaje con la anglófona. Sin embargo, tras el período en que la literatura oral fue dominante cada vez fue más fácil imprimir un libro y la literatura francófona local emergió con fuerza en Canadá y trató de resistirse a este intento de asimilación por parte del gobierno británico.
Primero se asentó una ideología nacionalista fundada en las tradiciones campesinas, cuyos tres ejes principales fueron la tierra (agricultura, patrimonio, etc.), la familia (comunidad, tradiciones, etc.) y la religión (calendario folclórico litúrgico, misas, etc.). Este tipo de escritos constituyen una literatura de tesis en cuanto que defiende aspectos tradicionales de la cultura francocanadiense.
El siglo XIX señala el inicio de los primeros trabajos literarios publicados realmente por quebequenses, incluyendo a Michel Bibaud, Pierre Boucher de Boucherville, François Réal Angers, Philippe Aubert de Gaspé (hijo), Amédée Papineau, Joseph Doutre, François-Xavier Garneau, Pierre Jean Olivier Chauveau, Louis-Antoine Dessaulles, H.-Émile Chevalier. Es Philippe Aubert de Gaspé hijo quien tendrá el honor de escribir y publicar la primera novela en quebequés (1837). Aunque debía titularse L'influence d'un livre / El influjo de un libro, el abate Henri-Raymond Casgrain lo cambió a Le chercheur de trésor / El buscador del tesoro y censuró la palabra «amour / amor» presente en esta obra sustituyéndola por «amitié / amistad». Además, François-Xavier Garneau escribió en esta misma época su Histoire du Canada / Historia de Canadá.
En los años de 1860, los autores de Quebec pudieron adquirir cierta autonomía. En ese momento era más fácil publicar un libro y producirlo en masa. Antoine Gérin-Lajoie, Philippe Aubert de Gaspé (padre), Louis Fréchette, Arthur Buies, William Kirby, Honoré Beaugrand, Laure Conan, Edith Maude Eaton, William Chapman, Jules-Paul Tardivel, Winnifred Eaton, Pamphile Lemay fueron algunos de los escritores importantes en esta era. Una canción anónima, Les Raftsmen, se volvió muy popular a principios de este siglo.
La novela de costumbres Les Mystères de Montréal / Los misterios de Montreal, escrita por el periodista Hector Berthelot en 1879, a causa de su «vulgaridad increíble» y «vitalidad» según el profesor de literatura Gilles Marcotte, «da entrada a la producción novelística quebequesa del siglo XIX, y contradice alegremente las correctas y buenas directrices que la crítica, el padre Casgrain en cabeza, no cesa de dar a los escritores».

## sigloXX
Los temas del mundo campesino, la tierra, la familia y la religión, y su ideología conservadora, fueron desplazándose cada vez más. Los personajes más comunes en esta literatura son agricultores, familias y sacerdotes y los personajes urbanos se muestran en ella como un contraejemplo del modelo a seguir. Entre 1895 y 1937 se da un paso más adelante con el desarrollo de la llamada Escuela Literaria de Montreal, y posteriormente se desarrolla ampliamente el teatro y la temática urbana. Son dramaturgos importantes Gratien Gélinas, Marcel Dubé y Michel Tremblay.
- Hubert Aquin
- Nick Auf der Maur
- Victor Barbeau
- Yves Beauchemin
- Victor-Lévy Beaulieu
- Marie-Claire Blais
- Denise Bombardier
- Paul-Émile Borduas
- Jacques Brault
- Roch Carrier
- Leonard Cohen
- Réjean Ducharme
- Fernand Dumont
- Esther Delisle
- Louis Émond
- Jacques Ferron
- Michel Garneau
- Susan Glickman
- Jacques Godbout
- Heward Grafftey
- Lionel Groulx
- Germaine Guèvremont
- Jean-Charles Harvey
- Anne Hébert
- Louis Hémon
- A. M. Klein
- Irving Layton
- Dany Laferrière
- Gilles Leclerc
- Roger Lemelin
- Antonine Maillet
- Yann Martel
- Gaston Miron
- Émile Nelligan
- Mordecai Richler
- Gabrielle Roy
- Félix-Antoine Savard
- David Solway
- Hector de St-Denys Garneau
- Yves Thériault
- Michel Tremblay
- Roland Michel Tremblay
- Marie Uguay
- Pierre Vallières
- Nicolas Dickner

Además, algunos estadounidenses de ascendencia francocanadiense se volvieron importantes figuras en la literatura de los EE. UU., en especial Jack Kerouac y Grace Metalious.